# Manaure Balcón del Cesar
Manaure Balcón del Cesar är en ort i Colombia.   Den ligger i departementet Cesar, i den norra delen av landet, 700 km norr om huvudstaden Bogotá. Manaure Balcón del Cesar ligger 726 meter över havet och antalet invånare är 7 953.
Terrängen runt Manaure Balcón del Cesar är kuperad åt nordväst, men åt sydost är den bergig. Runt Manaure Balcón del Cesar är det ganska glesbefolkat, med 48 invånare per kvadratkilometer. Närmaste större samhälle är La Paz, 15,4 km väster om Manaure Balcón del Cesar. I omgivningarna runt Manaure Balcón del Cesar växer i huvudsak städsegrön lövskog.